# Чекрыгин, Иван Иванович
Ива́н Ива́нович Чекры́гин (1880, Петербург — 1942, Ленинград) — русский артист балета, композитор. Старший брат балетмейстера Александра Чекрыгина.

## Биография
Учился в Петербургском императорском театральном училище на балетном отделении, по окончании которого в 1897 году был принят в кордебалет труппы Мариинского театра на амплуа кордебалетного танцовщика, выступая поначалу исключительно во вставных танцевальных номерах в операх. Там он проработал до 1917 года, одновременно сочиняя музыкальные композиции и став с 1901 года вольнослушателем Петербургской консерватории, где учился у А. К. Лядова. К моменту окончания консерватории в 1911 году, И. И. Чекрыгин уже был известен как автор нескольких музыкальных произведений: романсов, пьес для фортепиано и скрипки, балетов. Несколько балетов были поставлены силами учащихся Петербургского театрального училища.
Пробовал заниматься балетмейстерской деятельностью. В 1909 организовал группу балетных артистов и гастролировал с нею по городам России в качестве директора. Ещё через несколько лет, в 1914 году совместно с братом, А. И. Чекрыгиным, организовали собственную балетную школу, просуществовавшую вплоть до 1925 года. Однако в постановочной деятельности, балетмейстерстве, более преуспел его брат Александр Иванович Чекрыгин, став впоследствии балетмейстером в Мариинском театре, а потом и в Большом.
Иван Иванович Чекрыгин занимался музыкальными композициями, сочинял музыку для вставных номеров к классическим балетам (ему принадлежит авторство сцены дуэта в гроте в балете «Корсар»).
Он выступал и как оперный дирижёр в антрепризе Сергея (Семёна) Владимировича Брагина-Владимирова.
Кроме того, был теоретиком балета, неоднократно выступая со статьями о балете в периодической печати: он доказывал необходимость реформирования хореографического образования, считал важным перестроить в корне гуманитарное обучение, изменить отношение к музыкальному воспитанию.
С 1939 преподавал в Ленинградской консерватории искусство жеста и танец.
Скончался в 1942 году во время блокады Ленинграда.

## Творчество
Сочинил несколько романсов, пьес для фортепиано и скрипки, а также комическую
оперу «Нерон» и балеты: «Куклы господина Марешаля», «Искра любви» (совместно с П. А. Маржецким, 1900, спектакль поставлен в Петербургском театральном училище, балетмейстер П. А. Гердт; сцена из этого балета «В царстве льдов», поставлена отдельно в 1901, балетмейстер тот же, там же, в здании Михайловского театра; в постановке танцевала воспитанница училища юная и ещё никому не известная начинающая танцовщица Тамара Карсавина), «Братство народов» (1920), «Красная шапочка» (1938).